# Secrétaire d'État à la Présidence du Conseil des ministres (Italie)
Le secrétariat d'État à la Présidence du Conseil des ministres (en italien, Sottosegretario di Stato alla Presidenza del Consiglio dei ministri) est un secrétariat d'État qui dépend de la présidence du Conseil.
Le titre de secrétaire d'État à la Présidence du Conseil des ministres est attribué à la personnalité institutionnelle qui exerce les fonctions de secrétaire d'État dans les départements et les bureaux de la présidence du Conseil des ministres. 
Contrairement aux autres secrétaires d'État, le secrétaire d'État à la Présidence du Conseil siège au cabinet et aide le président du Conseil à coordonner le gouvernement et ses réunions. Ainsi, le secrétaire d'État est généralement une personne très proche du président du Conseil.
Il est nommé par décret du président de la République sur proposition du président du Conseil, après consultation du Conseil des ministres. Avant de prendre ses fonctions, il prête serment auprès du président du Conseil des ministres.
Le secrétaire d'État est Alfredo Mantovano depuis le 22 octobre 2022.

## Liste des secrétaires d'État
| Secrétaire d'État | Secrétaire d'État | Secrétaire d'État                | Période           | Période           | Parti                         | Président du Conseil | Président du Conseil |
| Secrétaire d'État | Secrétaire d'État | Secrétaire d'État                | Début             | Fin               | Parti                         | Président du Conseil | Président du Conseil |
| ----------------- | ----------------- | -------------------------------- | ----------------- | ----------------- | ----------------------------- | -------------------- | -------------------- |
|                   |                   | Paolo Cappa (1888-1956)          | 14 juillet 1946   | 1er juin 1947     | Démocratie chrétienne         |                      | Alcide De Gasperi    |
|                   |                   | Giulio Andreotti (1919-2013)     | 1er juin 1947     | 17 août 1953      | Démocratie chrétienne         |                      | Alcide De Gasperi    |
| 17 août 1953      | 18 janvier 1954   | Giulio Andreotti (1919-2013)     |                   | Giuseppe Pella    | Démocratie chrétienne         |                      |                      |
|                   |                   | Mariano Rumor (1915-1990)        | 18 janvier 1954   | 10 février 1954   | Démocratie chrétienne         |                      | Amintore Fanfani     |
|                   |                   | Oscar Luigi Scalfaro (1918-2012) | 10 février 1954   | 6 juillet 1955    | Démocratie chrétienne         |                      | Mario Scelba         |
|                   |                   | Carlo Russo (1920-2007)          | 6 juillet 1955    | 19 mai 1957       | Démocratie chrétienne         |                      | Antonio Segni        |
|                   |                   | Lorenzo Spallino (1897-1962)     | 19 mai 1957       | 1er juillet 1958  | Démocratie chrétienne         |                      | Adone Zoli           |
|                   |                   | Antonio Maxia (1904-1962)        | 1er juillet 1958  | 15 février 1959   | Démocratie chrétienne         |                      | Amintore Fanfani     |
|                   |                   | Carlo Russo (1920-2007)          | 15 février 1959   | 25 mars 1960      | Démocratie chrétienne         |                      | Antonio Segni        |
|                   |                   | Alberto Folchi (1897-1977)       | 25 mars 1960      | 26 juillet 1960   | Démocratie chrétienne         |                      | Fernando Tambroni    |
|                   |                   | Umberto Delle Fave (1912-1986)   | 26 juillet 1960   | 21 juin 1963      | Démocratie chrétienne         |                      | Amintore Fanfani     |
|                   |                   | Crescenzo Mazza (1910-1990)      | 21 juin 1963      | 4 décembre 1963   | Démocratie chrétienne         |                      | Giovanni Leone       |
|                   |                   | Angelo Salizzoni (1907-1992)     | 4 décembre 1963   | 24 juin 1968      | Démocratie chrétienne         |                      | Aldo Moro            |
|                   |                   | Luigi Michele Galli (1924-2001)  | 24 juin 1968      | 12 décembre 1968  | Démocratie chrétienne         |                      | Giovanni Leone       |
|                   |                   | Antonio Bisaglia (1929-1984)     | 12 décembre 1968  | 6 août 1970       | Démocratie chrétienne         |                      | Mariano Rumor        |
|                   |                   | Dario Antoniozzi (1923-2019)     | 6 août 1970       | 18 février 1972   | Démocratie chrétienne         |                      | Emilio Colombo       |
|                   |                   | Franco Evangelisti (1923-1993)   | 18 février 1972   | 7 juillet 1973    | Démocratie chrétienne         |                      | Giulio Andreotti     |
|                   |                   | Adolfo Sarti (1928-1992)         | 7 juillet 1973    | 23 novembre 1974  | Démocratie chrétienne         |                      | Mariano Rumor        |
|                   |                   | Angelo Salizzoni (1907-1992)     | 23 novembre 1974  | 29 juillet 1976   | Démocratie chrétienne         |                      | Aldo Moro            |
|                   |                   | Franco Evangelisti (1923-1993)   | 29 juillet 1976   | 4 août 1979       | Démocratie chrétienne         |                      | Giulio Andreotti     |
|                   |                   | Piergiorgio Bressani (1929-)     | 4 août 1979       | 18 octobre 1980   | Démocratie chrétienne         |                      | Francesco Cossiga    |
|                   |                   | Luciano Radi (1922-2014)         | 18 octobre 1980   | 28 juin 1981      | Démocratie chrétienne         |                      | Arnaldo Forlani      |
|                   |                   | Francesco Compagna (1921-1982)   | 28 juin 1981      | 23 août 1982      | Parti républicain italien     |                      | Giovanni Spadolini   |
|                   |                   | Vittorio Olcese (1925-1999)      | 23 août 1982      | 1er décembre 1982 | Parti républicain italien     |                      | Giovanni Spadolini   |
|                   |                   | Bruno Orsini (1929- )            | 1er décembre 1982 | 4 août 1983       | Démocratie chrétienne         |                      | Amintore Fanfani     |
|                   |                   | Giuliano Amato (1938- )          | 4 août 1983       | 17 avril 1987     | Parti socialiste italien      |                      | Bettino Craxi        |
|                   |                   | Mauro Bubbico (1928-1991)        | 17 avril 1987     | 28 juillet 1987   | Démocratie chrétienne         |                      | Amintore Fanfani     |
|                   |                   | Emilio Rubbi (1930-2005)         | 28 juillet 1987   | 13 avril 1988     | Démocratie chrétienne         |                      | Giovanni Goria       |
|                   |                   | Riccardo Misasi (1932-2000)      | 13 avril 1988     | 22 juillet 1989   | Démocratie chrétienne         |                      | Ciriaco De Mita      |
|                   |                   | Nino Cristofori (1930-2015)      | 22 juillet 1989   | 28 juin 1992      | Démocratie chrétienne         |                      | Giulio Andreotti     |
|                   |                   | Fabio Fabbri (1933- )            | 28 juin 1992      | 28 avril 1993     | Parti socialiste italien      |                      | Giuliano Amato       |
|                   |                   | Antonio Maccanico (1924-2013)    | 28 avril 1993     | 10 mai 1994       | Parti républicain italien     |                      | Carlo Azeglio Ciampi |
|                   |                   | Gianni Letta (1935- )            | 10 mai 1994       | 17 janvier 1995   | Forza Italia                  |                      | Silvio Berlusconi    |
|                   |                   | Lamberto Cardia (1934- )         | 17 janvier 1995   | 17 mai 1996       | Indépendant                   |                      | Lamberto Dini        |
|                   |                   | Enrico Luigi Micheli (1938-2011) | 17 mai 1996       | 21 octobre 1998   | Parti populaire italien       |                      | Romano Prodi         |
|                   |                   | Franco Bassanini (1940- )        | 21 octobre 1998   | 22 décembre 1999  | Démocrates de gauche          |                      | Massimo D'Alema      |
|                   |                   | Enrico Luigi Micheli (1938-2011) | 22 décembre 1999  | 26 avril 2000     | Parti populaire italien       |                      | Massimo D'Alema      |
| 26 avril 2000     | 11 juin 2001      | Enrico Luigi Micheli (1938-2011) |                   | Giuliano Amato    | Parti populaire italien       |                      |                      |
|                   |                   | Gianni Letta (1935- )            | 11 juin 2001      | 17 mai 2006       | Forza Italia                  |                      | Silvio Berlusconi    |
|                   |                   | Enrico Letta (1966- )            | 17 mai 2006       | 8 mai 2008        | La Marguerite Parti démocrate |                      | Romano Prodi         |
|                   |                   | Gianni Letta (1935- )            | 8 mai 2008        | 16 novembre 2011  | Le Peuple de la liberté       |                      | Silvio Berlusconi    |
|                   |                   | Antonio Catricalà (1952-2021)    | 16 novembre 2011  | 28 avril 2013     | Indépendant                   |                      | Mario Monti          |
|                   |                   | Filippo Patroni Griffi (1955- )  | 28 avril 2013     | 22 février 2014   | Indépendant                   |                      | Enrico Letta         |
|                   |                   | Graziano Delrio (1960- )         | 22 février 2014   | 2 avril 2015      | Parti démocrate               | Matteo Renzi         |                      |
|                   |                   | Claudio De Vincenti (1948- )     | 2 avril 2015      | 12 décembre 2016  | Parti démocrate               | Matteo Renzi         |                      |
|                   |                   | Maria Elena Boschi (1981- )      | 12 décembre 2016  | 1er juin 2018     | Parti démocrate               |                      | Paolo Gentiloni      |
|                   |                   | Giancarlo Giorgetti (1966- )     | 1er juin 2018     | 5 septembre 2019  | Ligue du Nord                 |                      | Giuseppe Conte       |
|                   |                   | Riccardo Fraccaro (1981- )       | 5 septembre 2019  | 13 février 2021   | Mouvement 5 étoiles           |                      | Giuseppe Conte       |
|                   |                   | Roberto Garofoli (1966- )        | 13 février 2021   | 22 octobre 2022   | Indépendant                   |                      | Mario Draghi         |
|                   |                   | Alfredo Mantovano (1958- )       | 22 octobre 2022   | en cours          | Indépendant                   |                      | Giorgia Meloni       |